# Casal Rotondo

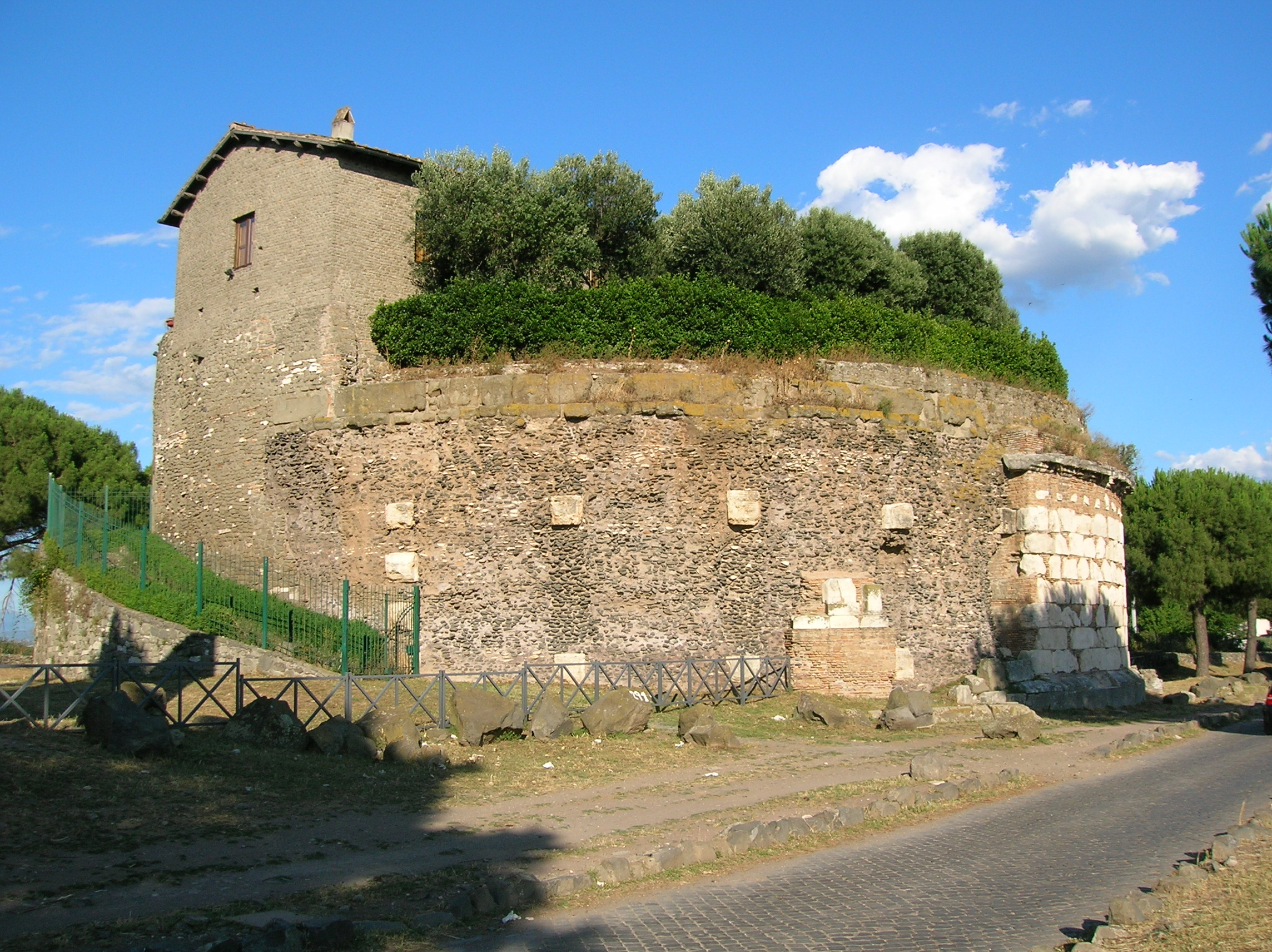
Casal Rotondo

Der Casal Rotondo ist ein Grabmal an der Via Appia Antica im Südosten von Rom.

## Hintergrund
Nach dem Zwölftafelgesetz war es bereits im 5. Jahrhundert v. Chr. in Rom verboten, Verstorbene innerhalb der Stadtmauern zu bestatten. Dies führte zur Anlage von zum Teil großen Nekropolen und Gräberfeldern außerhalb der Stadt. Ein gut erhaltenes Beispiel findet sich unter anderem in Hierapolis in der heutigen Türkei. Alternativ wurden Grabmale – oft kilometerweit – entlang der Hauptausfallstraßen errichtet, so auch an der Via Appia, einer der wichtigsten Fernstraßen im Römischen Reich.
Die äußere Gestalt der Grabmale hing einerseits von der Form der Bestattung ab. So war es in den ersten Jahrhunderten üblich, die Toten zu verbrennen und in Urnengräbern beizusetzen. Etwa ab dem 3. Jahrhundert n. Chr. setzte sich die Bestattung der unverbrannten Körper durch. Andererseits hatten die Grabmale repräsentativen Charakter; ihre Ausgestaltung gab Auskunft über die Bedeutung des Verstorbenen und/oder die finanziellen Möglichkeiten der Hinterbliebenen.
Hieraus resultierte eine große Vielfalt von Größen und Formen. Sie reichte von unterirdischen Nischen in den Katakomben über einfache Grabsteine bis hin zu tempelartigen Gebäuden. Bekannt sind zum Beispiel die Cestius-Pyramide an der römischen Via Ostiensis oder das Grabmal des Poblicius in Köln. Sehr aufwendig und deshalb eher unter begüterten Familien verbreitet waren großdimensionierte, zylinderförmige Grabmonumente, wobei zwei Grundformen unterschieden werden konnten: Manche waren überkuppelt (so das römische Helenamausoleum), andere waren von einem kegelförmigen, bepflanzten Erd-Tumulus überdeckt (eines der größten Beispiele ist das Augustusmausoleum in Rom).
Beispiele für Grabmale:

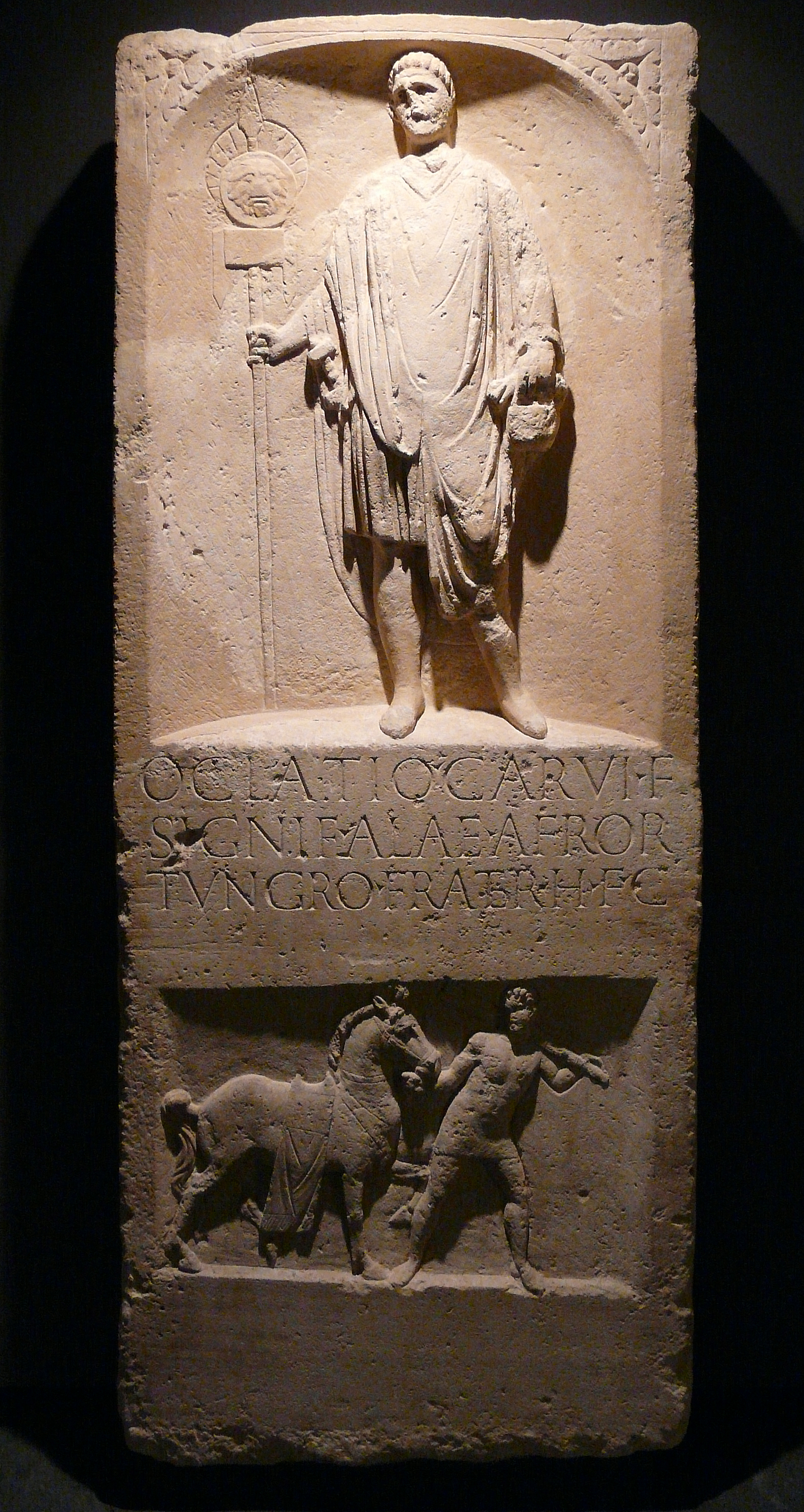
Grabstein des Oclatius in Neuss
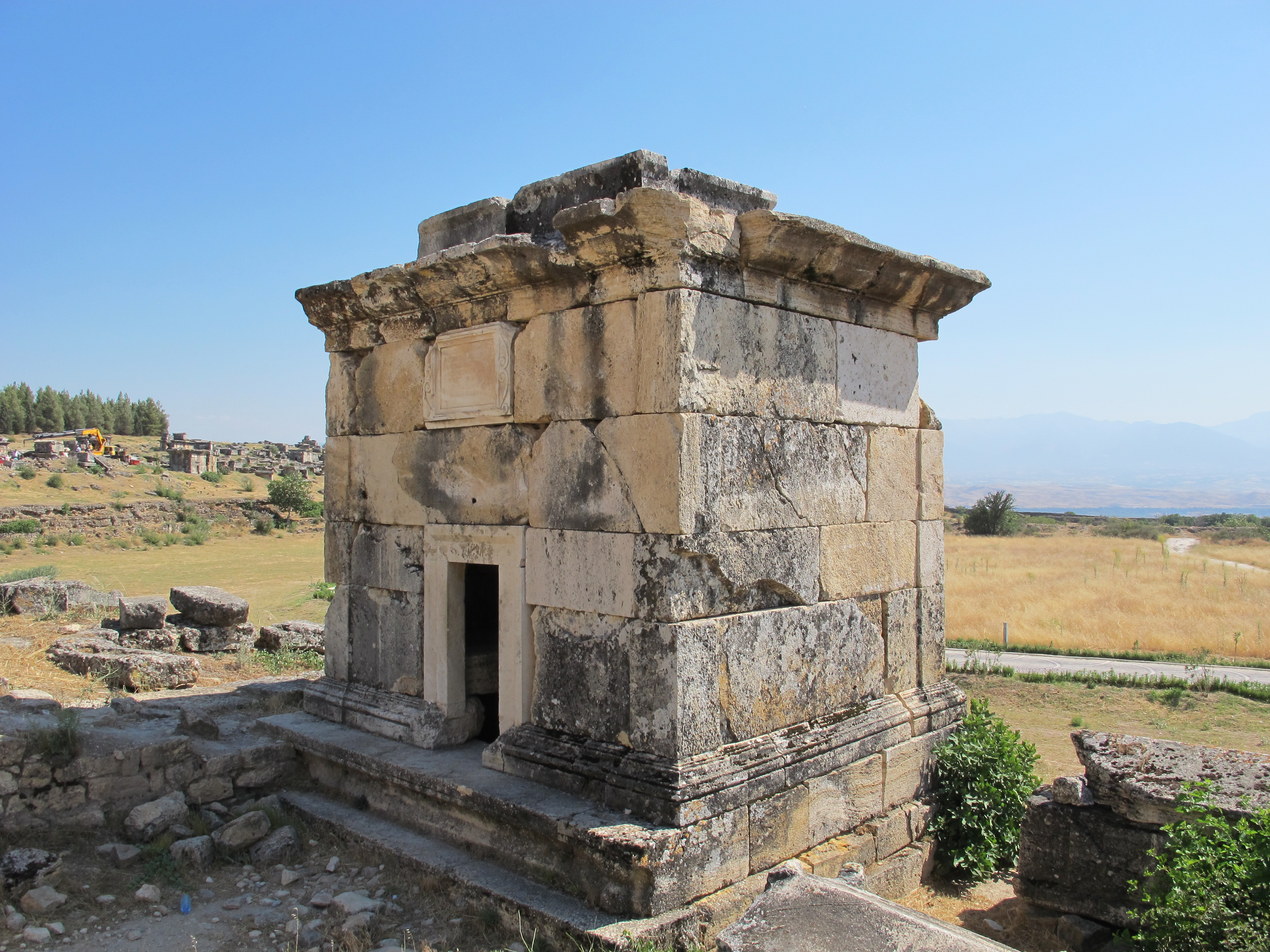
Grabbau in Hierapolis
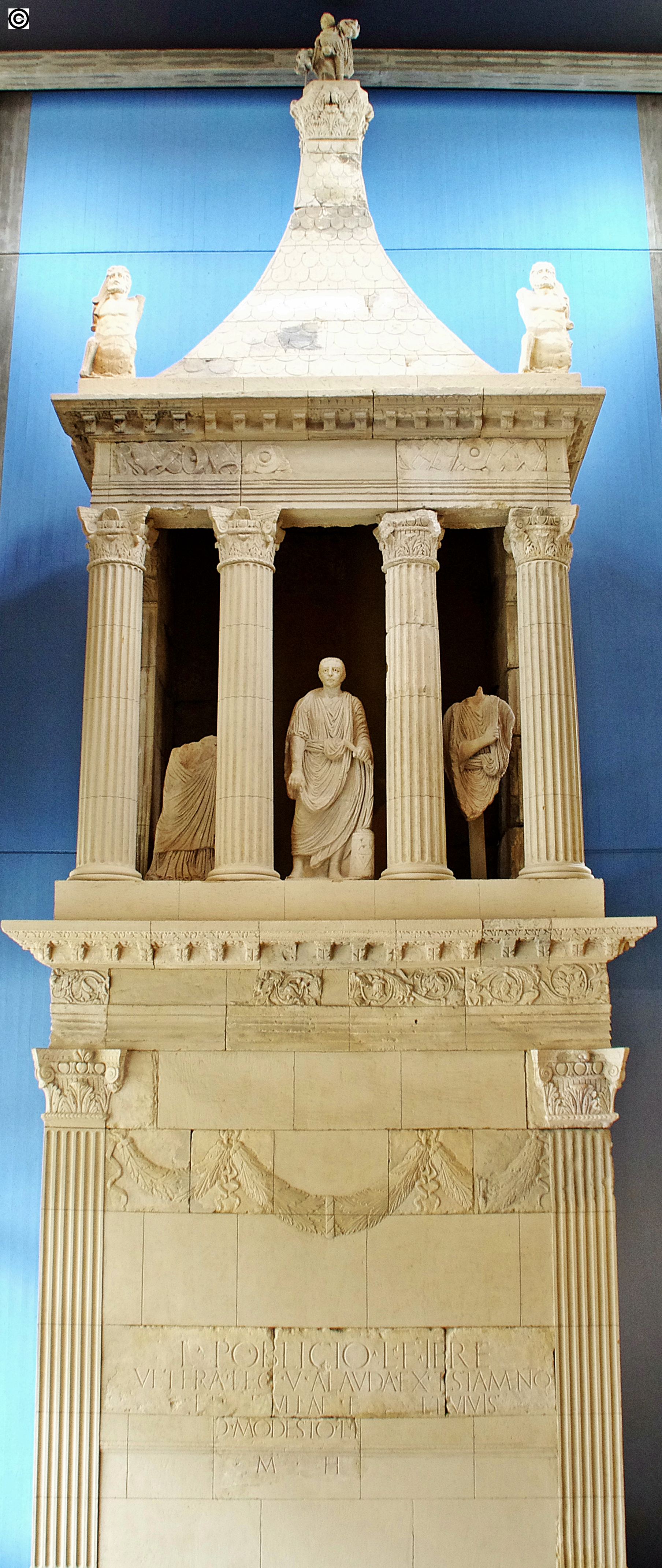
Grabmal des Poblicius in Köln
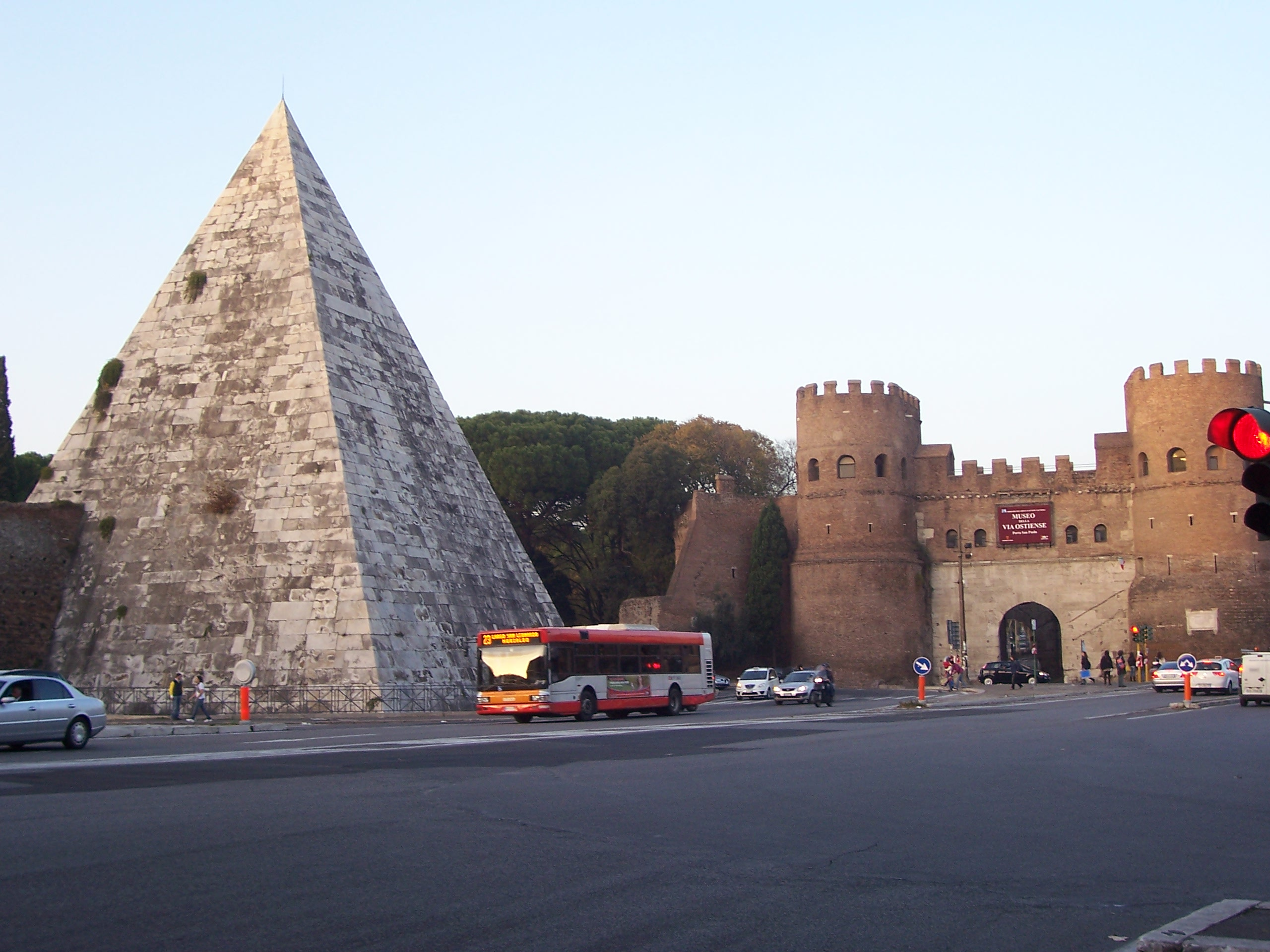
Cestius-Pyramide in Rom
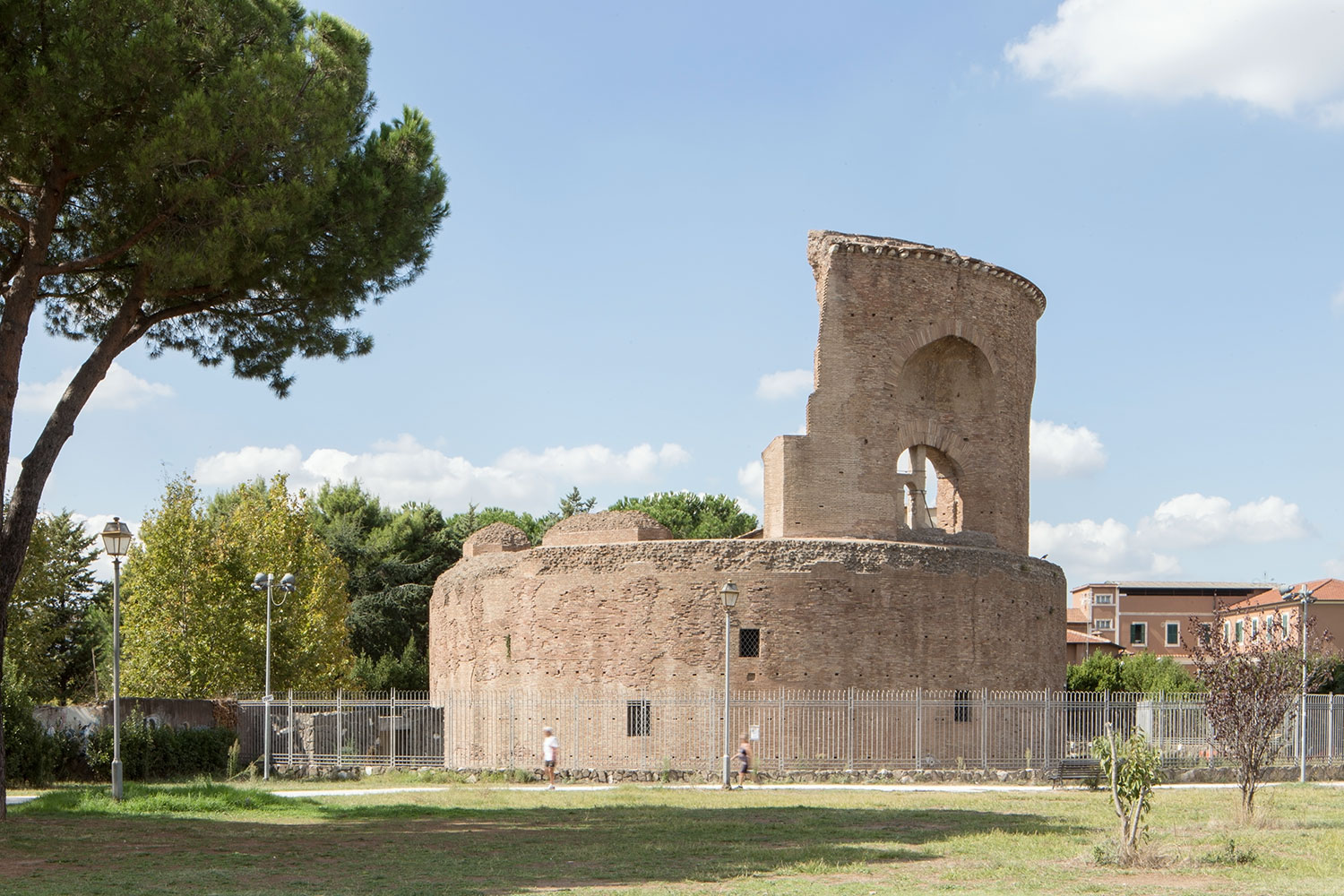
Helenamausoleums in Rom
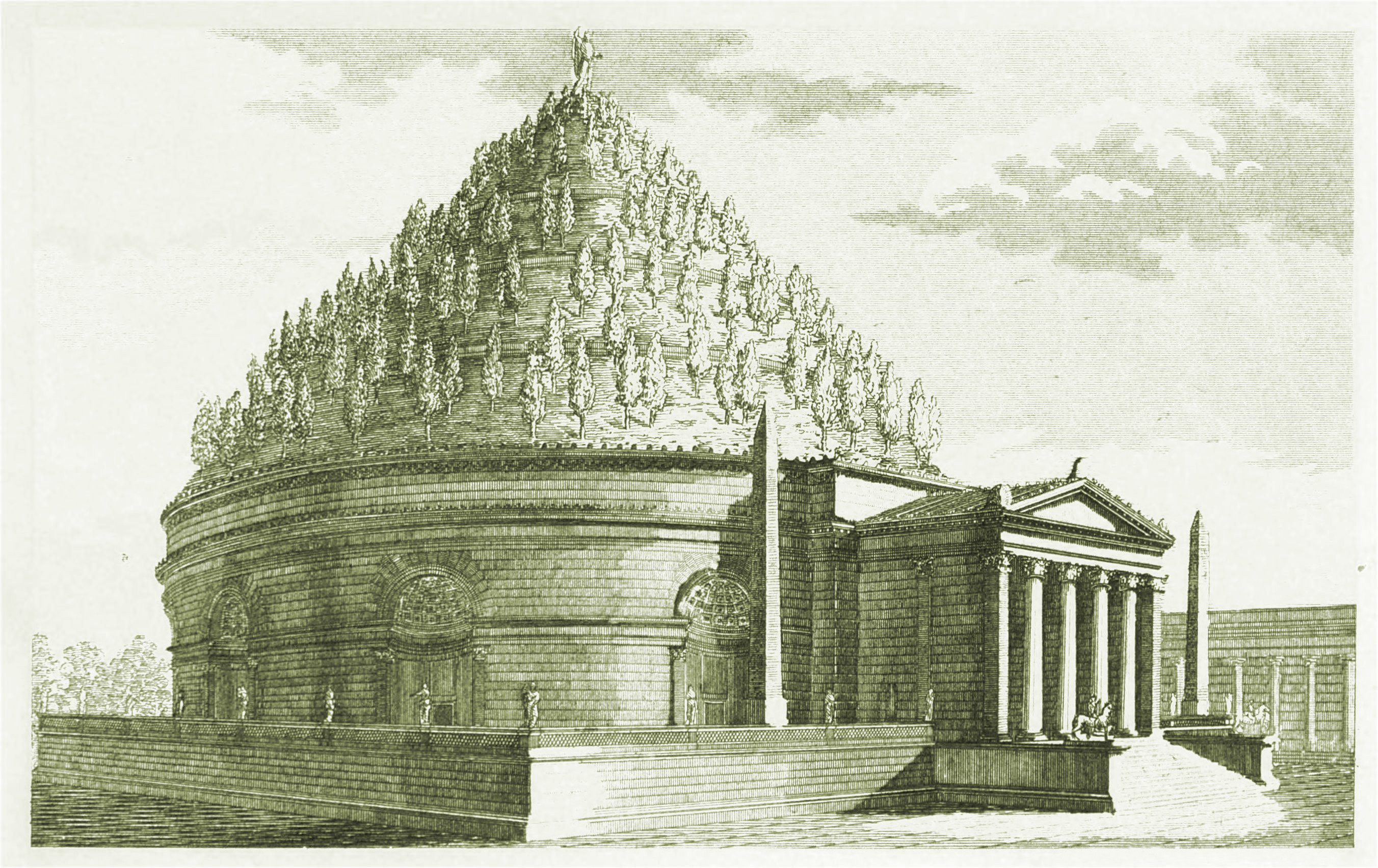
Rekonstruktion des Augustusmausoleum in Rom

## Beschreibung
Die Form der Rotunde findet sich gleich mehrfach an der Via Appia wieder. Gut erhalten ist das Grabmal der Caecilia Metella, weitgehend überwachsen ein weiteres Monument direkt neben dem lange Zeit fälschlicherweise als Herkulestempel gedeuteten Emporion auf Höhe des Flughafens Ciampino. Zu dieser Gruppe gehört auch der nahe dem 6. Meilenstein gelegene (also mehr als 10 km von Rom entfernte) Casal Rotondo. Der Name rührt von der runden Form und dem Umstand her, dass auf dem zylinderförmigen Untergeschoss in späteren Zeiten ein heute noch stehendes Bauernhaus errichtet wurde. Damals gehörte der Bau der einflussreichen römischen Familie Savelli (aus ihr sind einige Kardinäle und Päpste hervorgegangen) und war in ein System von Wachttürmen entlang der Via Appia integriert.
Das ursprüngliche Mausoleum datiert aus der Zeit um 30 v. Chr. Mit seinem Durchmesser von 35 m übertrifft es das Metella-Grabmal und ist damit das größte entlang der Via Appia. Der Unterbau ist an seiner Oberkante durch einen Fries dekoriert, an der Unterkante gab es Sitzmöglichkeiten.
Wenige Meter neben dem Grabmal ist vor 1856 eine Ziegelwand errichtet worden, an der Marmorinkrustationen und andere Fragmente befestigt wurden, die vom Grabmal stammen sollen. Aus der Buchstabenfolge „COTTA“ auf einem der gefundenen Fragmente war damals geschlossen worden, dass das Grabmal von M. Aurelius Cotta Messallinus für seinen Vater Marcus Valerius Messalla Corvinus errichtet wurde, doch heute geht man eher davon aus, dass diese Fragmente von einem kleineren Gebäude in der Nähe stammen, so dass die Frage, wer im Casal Rotondo bestattet worden ist, ungeklärt bleibt.